# Emmanuel Saina
Emmanuel Saina Kipkemboi (* 6. September 1992) ist ein kenianischer Langstreckenläufer.

## Sportliche Karriere
Saina trat bis 2018 international nicht in Erscheinung, zuvor sind in der Datenbank der IAAF insgesamt drei in seinem Heimatland erzielte Resultate aus den Jahren 2015 und 2016 verzeichnet.
Im April 2018 belegte Saina beim Halbmarathon im marokkanischen Berkane in einer Zeit von 1:02:03 h den zweiten Platz. Am 23. September gewann Saina sein Marathondebüt beim Buenos-Aires-Marathon in 2:05:21 h. Ursprünglich als Tempomacher bis zur 30-Kilometer-Marke eingeplant beschloss er bereits vor dem Rennen die volle Distanz durchzulaufen und gewann mit einer schneller gelaufenen zweiten Hälfte (1:02:29 h) schließlich mit fast vier Minuten Vorsprung vor seinem Landsmann Barnabas Kiptum. Damit unterbot er den alten Streckenrekord (2:09:46 h) deutlich und erzielte außerdem die schnellste je in Südamerika gelaufene Marathonzeit.
Im Januar 2019 kam Saina beim Dubai-Marathon nach 2:05:02 h auf Platz 4 ins Ziel. Zum dritten Mal unter 2:06 h blieb er Anfang April als Dritter des Rotterdam-Marathons in 2:05:42 h.
Saina wird vom Italiener Federico Rosa gemanagt.

## Persönliche Bestzeiten
- Halbmarathon: 1:02:03 h, 1. April 2018, Berkane
- Marathon: 2:05:02 h, 25. Januar 2019, Dubai